# BSCC Łódź
Beach Soccer Club Coco Łódź – polski klub piłki nożnej plażowej, założony w 2015 w Łodzi. Od 2018 roku występuje w I lidze piłki nożnej plażowej.

## Historia
W sezonach 2016-2017 klub połączył się z SAN AZS Łódź, który występował w rozgrywkach I ligi. W premierowym po fuzji sezonie klub uzyskał awans do Ekstraklasy poprzez drugie miejsce w turnieju barażowym. Na początku 2018 roku klub poinformował o zakończeniu współpracy ze Społeczną Akademią Nauk.

### Nazwy historyczne klubu
| Lata      | BSCC Łódź         | SAN AZS Łódź      |  |                        |
| --------- | ----------------- | ----------------- |  | ---------------------- |
| 2014-2015 |                   | KU SAN AZS Łódź   |  |                        |
| 2016-2017 | BSCC SAN AZS Łódź | BSCC SAN AZS Łódź |  | fuzja                  |
| 2018      | BSCC Łódź         | SAN AZS Łódź      |  | zakończenie współpracy |

## Udział w rozgrywkach
| Sezon | Rozgrywki ligowe | Rozgrywki ligowe          | Rozgrywki ligowe | Puchar Polski | Uwagi                         |
| Sezon | Liga             | Liga                      | Miejsce          | Puchar Polski | Uwagi                         |
| ----- | ---------------- | ------------------------- | ---------------- | ------------- | ----------------------------- |
| 2016  | II               | I liga (grupa południowa) | 1/9              | faza grupowa  | Awans do turnieju barażowego. |
| 2016  | turniej barażowy | turniej barażowy          | 2                | faza grupowa  | Awans do Ekstraklasy.         |
| 2017  | I                | Ekstraklasa               | 5/10             | faza grupowa  |                               |
| 2017  | I                | Finał Mistrzostw Polski   | 6                | faza grupowa  |                               |
| 2018  | II               | I liga                    | 2/8              | 3             | Awans do Ekstraklasy.         |

## Kadra
| Nr | Poz. | Piłkarz          |
| -- | ---- | ---------------- |
|    | BR   | Adrian Olszewski |
|    | BR   | Jakub Skrzypiec  |
|    | BR   | Michał Zapart    |
|    |      | Paweł Golański   |
|    |      | Piotr Klepczarek |
|    |      | Michał Łabędzki  |
|    |      | Michał Maciąg    |

| Nr | Poz. | Piłkarz               |
| -- | ---- | --------------------- |
|    |      | Rafał Niżnik          |
|    |      | Mateusz Olczak        |
|    |      | Krzysztof Nykiel      |
|    |      | Igor Sobalczyk        |
|    |      | Arkadiusz Szypczyński |
|    |      | Marcin Wolski         |